# Polyconsommation
La polyconsommation est un mode de consommation de substances psychotropes, légales ou non, qui consiste à associer différents substances souvent afin d'en renforcer ou modifier les effets. Cette consommation ne relève pas d'un cadre médical. Elle n'est pas obligatoirement associée à la polytoxicomanie, qui est la dépendance simultanée à plusieurs drogues.
Cette association peut s'effectuer du fait d'un usage régulier de plusieurs produits indépendamment les uns des autres ou du fait d'une consommation simultanée des produits.
Ce phénomène n'est pas récent mais il a pris une grande importance dans les années 1990. Il pose des problèmes sanitaires en augmentant les risques de surdose.
Les motivations qui peuvent pousser à ce type de consommation sont :
- l'association traditionnelle ou culturelle de deux produits ;
- la recherche d'une optimisation des effets, en combinant des produits ayant les mêmes effets vécus comme positifs afin de les amplifier ;
- un équilibrage des effets, il s'agit de corriger les effets d'un produit par un autre afin d'adapter les effets au contexte ;
- une maîtrise des effets vécus comme négatifs, il s'agit de limiter l'impact soit de la montée (début des effets) soit de la descente (fin des effets) d'un produit par l'utilisation d'un autre ;
- un changement de produit, il s'agit d'une démarche empirique de substitution, un produit n'étant pas disponible, il est remplacé par un produit aux effets proches.

## Interactions dangereuses
La consommation de plusieurs psychotropes en même temps peut comporter des risques graves, car leurs actions dans le cerveau et l'organisme peuvent se potentialiser entre elles, ou être contradictoires.
- Consommer simultanément plusieurs psychotropes ayant une action  dépressive sur le système nerveux central (opiacés/opioïdes, benzodiazépines,  alcool, barbituriques...) peut notamment augmenter le risque de dépression respiratoire. Elle peut être potentiellement mortelle selon la nature des drogues, leur quantité, la tolérance du sujet à ces drogues, et d'autres facteurs.
- De même, la consommation simultanée de plusieurs stimulants (cocaïne, amphétamines...) peut augmenter le risque d'arrêt cardiaque ou d'AVC notamment.
- L'association de plusieurs hallucinogènes peut amener le consommateur à un état de confusion, d'anxiété, de perte de contact à la réalité, et donc provoquer un bad trip, pouvant entraîner des problèmes psychiques plus ou moins graves et durables.
- L'association de plusieurs psychotropes entraînant une hausse de la quantité de sérotonine dans le cerveau (ecstasy, certains antidépresseurs dont les ISRS, dextrométhorphane...) peut entraîner un syndrome sérotoninergique, potentiellement mortel.
- La consommation simultanée d'héroïne et de cocaïne, appelée speedball, ou plus largement d'un dépresseur et d'un stimulant, a la capacité d'entraîner une euphorie extrême, mais entraîne de ce fait de hauts risques de dépendance.

De manière générale, les risques de la consommation simultanée de plusieurs psychotropes varient grandement selon leurs pharmacologies respectives. Une personne souhaitant consommer plusieurs psychotropes en même temps devrait donc connaître précisément leurs spécificités, et avoir expérimenté chacune de ces substances séparément. Les risques d'une telle consommation augmentent aussi avec la dose de chacune des différentes substances.
Contrairement à la plupart des psychotropes "classiques" (cocaïne, cannabis, etc.), les nouveaux produits de synthèse (méthylone, méthoxétamine...) sont encore mal étudiés pour la plupart, aussi les associer à d'autres psychotropes peut être dangereux.

## Planification
Dans le concept général de l'usage de drogues multiples, plusieurs significations spécifiques du terme doivent être prises en compte. À un extrême se trouve l'utilisation planifiée, où les effets de plus d'un médicament sont pris pour un effet souhaité. D'autre part, l'utilisation de plusieurs substances de manière intensive et chaotique, simultanément ou consécutivement, dans de nombreux cas chaque drogue se substituant à une autre selon la disponibilité.

## Recherche
Le phénomène fait l'objet d'une littérature académique établie.
Une étude parmi les admissions en traitement a révélé qu'il est plus courant pour les jeunes de déclarer une polytoxicomanie.